# Colt Runabout Company
Die Colt Runabout Company war ein US-amerikanischer Automobilhersteller in Yonkers (New York). Die Firma wurde von William Mason Turner, seit 1891 Geschäftsmann in Yonkers, gegründet.

## Beschreibung
Das einzige Modell war ein Zweisitzer mit 2667 mm Radstand, langer Motorhaube und kurzem Heck, auf dem zwei Reservereifen montiert waren. Der Wagen war für seine Zeit charakteristisch und wog 816 kg. Sein Preis lag bei US$ 1500,–. Im Vergleich dazu kostete der in Großserie hergestellte Oldsmobile Curved Dash US$ 650,–, Fords „Doctor’s Car“ US$ 850,–, aber der Oakland 40 mit US$ 1600,– und das billigste Modell von American US$ 4250,–, dass teuerste kostete US$ 5.250,–.
Der Runabout hatte Sechszylinder-Reihenmotor mit 7816 cm³ Hubraum, der 40 bhp (29 kW) Leistung lieferte. Colt gab an, dass der Wagen 100 km/h erreichte, eine beachtliche Höchstgeschwindigkeit für das Jahr 1907.
Schon im Dezember 1907 musste die Gesellschaft Konkurs anmelden. Die Angaben über die Zahl der tatsächlich gebauten Wagen schwanken zwischen 2 und „weniger als 100“ Exemplaren.